# 오타와 대학교

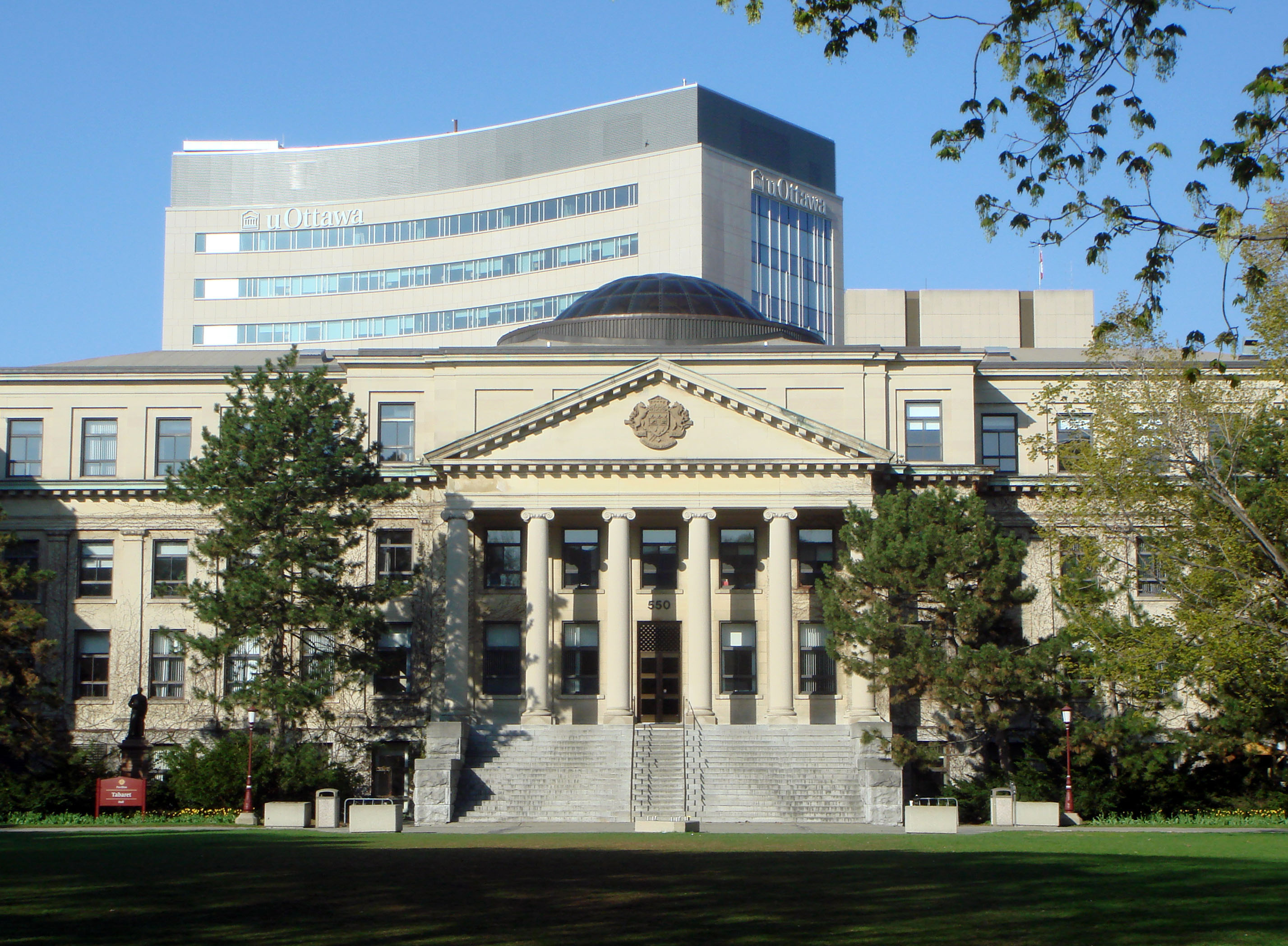
Tabaret Hall with the Desmarais Building in the background

오타와 대학교(영어: University of Ottawa, 프랑스어: Université d'Ottawa)는 캐나다의 수도 오타와의 시내에 위치한 종합대학교이다. 북미 최대의 이중국어 대학이라고 한다. 모든 수업과 학생행정업무 등이 불어와 영어로 구분되어 있다. 등록 학생수는 풀타임이 약 2만 명 정도. 대표 학과는 정치학과, 법학과 등이 있다.